# Rheinfels

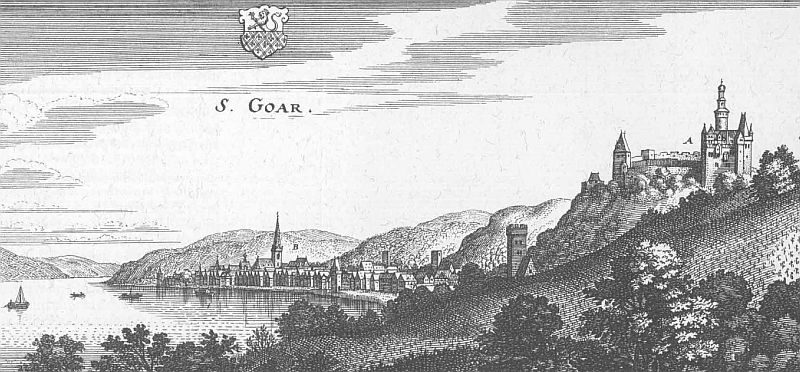
St. Goar i zamek Rheinfels na rysunku z "Topografii Hesji" M. Meriana w połowie XVII w.

Rheinfels – zamek zbudowany w XIII w., obecnie w ruinie, znajdujący się w Niemczech, na lewym brzegu Renu ponad miejscowością Sankt Goar (kraj związkowy Nadrenia-Palatynat). Jeden z największych zamków nadreńskich.

## Historia
Budowę zamku Rheinfels rozpoczął w 1245 roku hrabia Katzenelnbogen, Dytryk V. Warownia miała służyć ochronie ceł zbieranych przez hrabiów w znajdującym się u stóp zamku Sankt Goar. Już w 1255 r. przez przeszło rok opierał się oblegającym go wojskom miast nadreńskich. Stał się hrabiowską siedzibą i jego znaczenie rosło, wraz ze wzrostem znaczenia rodu Katzenelnbogen. W XIV w. rozbudowany staraniem hrabiego Wilhelma II, stał się jedną z najsilniejszych zamków nadreńskich. Gdy w 1479 roku dynastia z Katzenelnbogen wymarła, zamek przypadł landgrafom Hesji. Pierwsi hescy władcy zamku, Wilhelm II Średni i Filip Wielkoduszny, rozbudowali urządzenia obronne czyniąc zeń jedną z najpotężniejszych twierdz w Rzeszy. Za czasów landgrafa Filipa II, który przebudował zamek w stylu renesansowym, stał się ośrodkiem jednej z gałęzi dynastii heskiej, stanowiąc siedzibę władców Hesji-Rheinfels (istniała do 1583 r.). Następnie przechodził z rąk do rąk różnych książąt heskich (był m.in. rezydencją landgrafa Hesji-Darmstadt Jerzego II). Kilkakrotnie rozbudowywane w XVII w. były jego umocnienia.
W 1692 roku jako jedyna z lewobrzeżnych twierdz niemieckich oparł się wojskom króla Francji Ludwika XIV, ponownie oparł się napastnikom w 1734 roku. Jednak w 1794 roku został zdobyty przez wojska francuskie, które w 1797 roku wysadziły go w powietrze. Odtąd pozostaje w ruinie. W pierwszej połowie XIX w. kamień stąd wykorzystywano do budowy twierdzy Ehrenbreitstein. W 1843 roku ruiny kupił książę Wilhelm pruski (późniejszy król Prus i cesarz Niemiec), który uchronił je przed dalszymi zniszczeniami. 
Obecnie ogromne ruiny (obejmujące tylko 1/3 największego zasięgu twierdzy, z pozostałej części pozostały tylko ledwie widoczne pozostałości) są udostępnione do zwiedzania, a w części zabudowań je okalających funkcjonuje hotel.